# تقمص (فلسفة)

صورة معبرة عن التقمص في لوجة يوكيوياما تايكان. تصور الصورة حركة تقمص تنين من نقطة ماء تصبح جدولا بصب في نهر الذي ينتهي في المحيط ليولد التنين الذي يتحول إلى بخار لبعيد الكرة.

التقمص في الفلسفة اليونانية هو مصطلح يدل انتقال النفس بعد الممات وبخاصة تناسخها. والكلمة اليونانية هي "ميتيمسايكوسيس (μετεμψύχωσις) وتعني حصرا فكرة التقمص بحسب الفلسفات اليونانية القديمة. لكن اعتمدها بعض الفلاسفة المعاصرون مثل أرتور شوبنهاور  وكورت غودل. وظهرت بترجمات جويس لرواية عوليس وفي أعمال فريدريش نيتشه وفي بعد الحيان يستبدل المصطلج بـ"رجعة وراثية" (Palingenesis).

## أوروبا ما قبل سقراط
لا يوجد ادلة واضحة عن كيفية نشوء فكرة التقمص في أوروبا. أول من اعتقد بالتقمص كان الديانة الاورفيوسية في القرن السادس ما قبل الميلاد في منطقة تراقيا على الحدود الشمالية الشرقية مع الشعوب الهمجية. وكان يدعوا اورفيوس مؤسس الديانة بأن النفس هي خالدة وتحاول التحرر من سجنها الذي هو الجسد. والموت يحرر النفس ليعود ويسجنها مرة أخرى في جسد جديد في حتمية متكررة من جسد إلى اخر حتى يخلصهم الالهة، وبخاصة ديونيسوس. وللوصول للخلاص، يجب ان يعيشوا العفة ليرتقوا بعد مماتهم وحتى يتدرجوا، موتة بعد أخرى، للوصول إلى الخلود مع الله.

## في الفلسفة اليونانية
كان فيريسيديس السيروسي أول من تكلم عن التقمص لكن يعتبر تلميذه فيثاغوروس كان أول من قدم وشرح الفكرة والتي اقتبسها من الاوقيليسيون ونشرها في ماجنا غراسيا وانشاء المجموعات لنشر الفكرة.
لكن الاهمية الكبرى للتقمص في الغرب يعود لما قام به افلاطون من تبني الفكرة ونشرها في كتابه «الجمهورية الفاضلة». ففي نهاية الكتاب يذكر كيف عادت نفس آُر، ابن ارمينيوس، إلى الحياة بعد اليوم الثاني عشر بعد الموت وبين اسرار عالم الاموات وكيف انه شاهد نفس الاموات تعود إلى مكان لتنتقي الجسد الجديد الذي ستحل به. فرأى نفس اورفيوس تنتقل إلى جسد بجعه بينما اختار ثاميراس جسد عندليب وانفس طيور تختار اجساد بشر ونفس أتالانتا تختار جسد انسان رياضي. بعد اتمام عملية الاختيار، تشرب النفس من الليثي ثم تنطلق مسرعة لتولد من جديد. وهناك قصص مشابهة في حوارات أخرى مثل حوارات فيدروس ومينو وفايدو وطيماوس ولووس. اعتبر افلاطون ان عدد النفس ثابت لا يتغير وبالتالي، لم يعتبر ان الولادة تخلق نفسا جديدة بل تحل بها نفسا من اتت من جسد مات من قبل. هناك بعض المؤرخون، منهم مارسيليو فيسينو، الذين قالو ان افلاطون لم يقتنع بالتقمص لكنه استعملهم كاستعارات فقط.
لاحقا، ذكر التقمص في أعمال فلسفية يونانية بين فينة واخرى. فقد ذكرها ميناندر في شذراته (المرأة الملهمة) كما استعملها لوقيان السميساطي بشكل هذلي في كتاباته. كان إينيوس أول من ذكرها في الكتابات الرومانية التي قد يكون قد تعلمها من قرآته لأعمال مجناس. فقد ذكر في أحد اهماله انه رأى هوميروس في حلم يؤكد له ان نفس الشاعر كانت نفسا لطاووس قبل ولادته. وقد استهزاء بيرسيوس باقوال اينيوس وكذا قام لوكريتيوس وهوراس. كما ادخل فيرجيل الفكرة في الانيادة عندما تناول موجوع الجحيم في كتابه السادس. واستمرت الفكرة بالظهور في أعمال لاحقة مثل أعمال أفلوطين والافلاطونية المحدثة.

## فيما بعد العصر الكلاسيكي
كتب مؤلف الكتب الماورائية، جون دون، كتابا عنونه «التقمص» في عام 1601م وذكر في إحدى اشعاره خلود النفس. والتقمص موضوع بارز في كتاب إدغار آلان بو بعنوان «ميتزنغرشتاين» وكذلك في كتابه «موريللا» (1935) وكتاب «الصورة البيضاوية» (1842).
وذكر التقمص في اخر فقرة من الفصل 98 من كتب «موبي ديك» لهرمان ميلفيل.
استعمل هيبرت غيلز مصطلح التقمص عند ترجمته لقصة حلم الفراشة في كتاب جانكزي. انتقد هانس حورج مولر هذه الترجمة وفضل استعمال مصطلح «تغيُر الاشياء» بدلا منه.
كما ذكر التقمص في أعمال تخرى مثل كتاب عوليس لجيمس جويس (1922) ورواية «في» لتوماس بينشون (1963) وكتاب «الأسماء» لدون ديليلو (1982)و كتاب «الدعابة اللانهائية» لدايفيد فوستر والاس. واخرون.

## روابط خارجية
- موسوعة كولومبيا: انتقال النفس أو التقمص
- الموسوعة الكاثوليكية: التقمص
- هل آمن افلاطون بالتقمص؟
- الرؤية اليهودية عن التقمص